# Frate Alberigo
Alberigo de Manfredi, dit Frate Alberigo (... - après 1300) est une personnalité italienne du XIIIe siècle. C'est l'un des personnages que l'on rencontre  dans la Divine Comédie de Dante Alighieri  au chant XXXIII, (neuvième cercle de l'Enfer), c'est-à-dire dans le Cocyte où se trouvent ceux qui ont trahi l’hospitalité.

## Biographie
Le 2 mai 1285, il invita à souper deux de ses parents avec lesquels il était en désaccord (Manfredo et Alberghetto de Manfredi). Au moment où il ordonnait d’apporter les fruits, ce qui était le signal convenu, des sicaires se ruèrent sur eux, et les tuèrent. Selon un ancien commentateur de Dante, il aurait existé au Trecento un proverbe frutta di frate Alberico (« fruits du frère Alberico ») pour indiquer une trahison.

« Rispose adunque: "Io son frate Alberigo,

io son quel dalle frutta del mal orto,

che qui riprendo dattero per figo". »

— Enfer, 
XXXIII 118-120

« Il répondit donc :  "Je suis Frate Albérigo, et, des fruits du mauvais jardin, ici je reçois datte pour figue". »

— Traduction Lamennais
En 1300, l'année où se déroule la Commedia, Alberigo n'était pas encore mort, mais Dante inventa une particularité dans la zone du Cocyte où les pêcheurs seraient damnés - aussitôt l'âme trahit - par une possession démoniaque jusqu'à la fin de leur vie.
Dans l'épisode de Frate Alberigo, le voyage en Enfer arrive à son terme  : le damné le supplie de lui essuyer les larmes glacées (devenues verre) qui se sont formées sur les yeux, l'empéchant de pleurer.

« Ma distendi oggimai in qua la mano;

aprimi li occhi.
 E io non gliel'apersi. »

— Enfer, XXXIII 148-149

« Mais par ici étends ta main;
Ouvrir mes yeux. Et je n'ai pas. »

— Traduction Lamennais
Avec maturité, Dante refuse finalement de le faire, parce que si dans les autres zones de l'Enfer il avait eu pitié des damnés, maintenant il a compris que la justice divine doit suivre son cours, et que soulager la douleur de ces personnes serait aller contre la volonté de Dieu.

## Source
- (it) Cet article est partiellement ou en totalité issu de l’article de Wikipédia en italien intitulé « Frate Alberigo » (voir la liste des auteurs).